# Remspoor

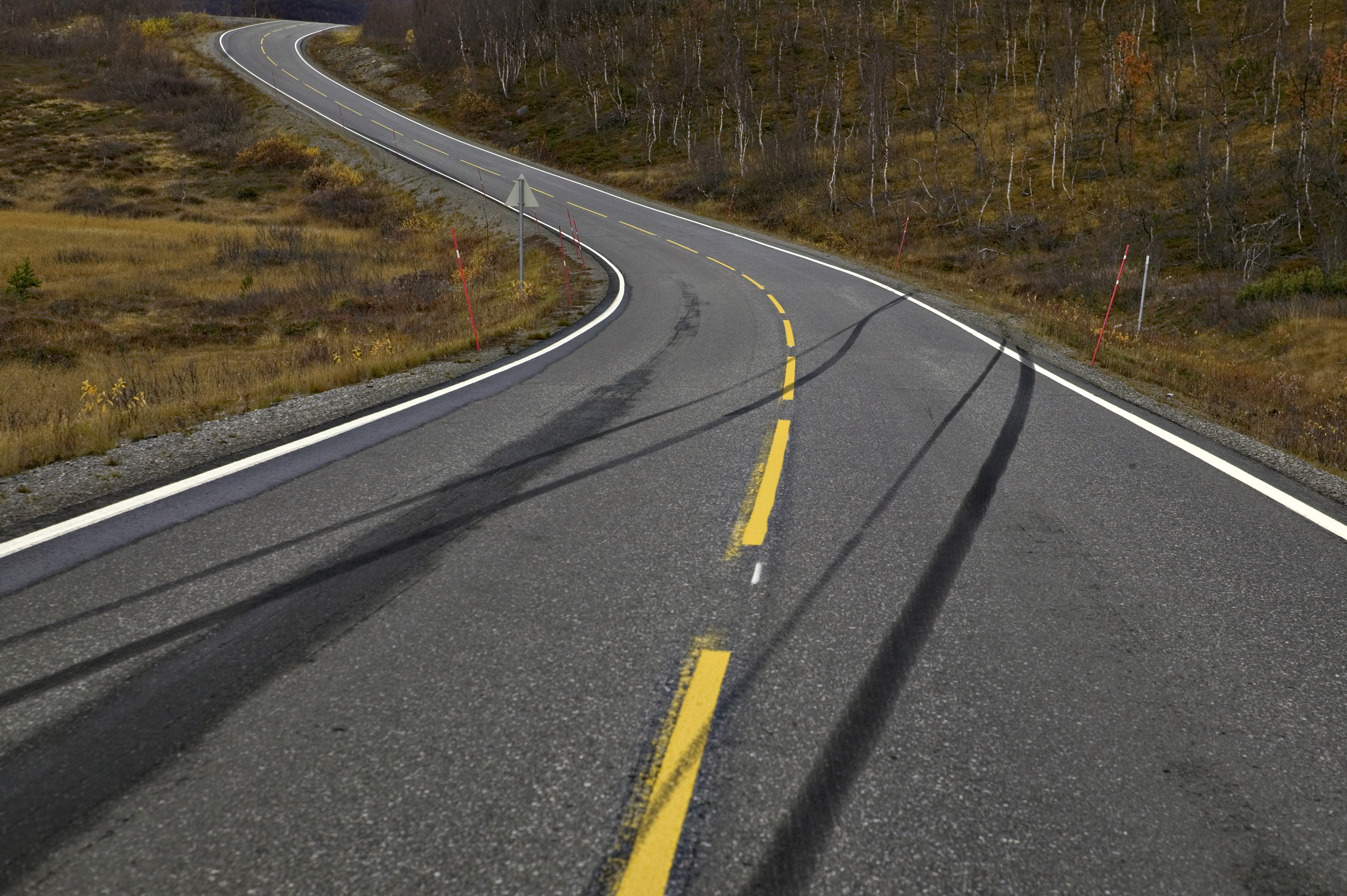
remspoor

Een remspoor is een spoor dat door een rubberband achtergelaten wordt als er met geblokkeerde remmen geremd wordt of als een of meer banden tractie verliezen en over het wegdek glijden (in dat geval is sprake van een slipspoor). Het spoor bestaat uit een dun laagje rubberdeeltjes dat over het wegdek gesmeerd wordt. De sporen geven het traject weer dat het voertuig afgelegd heeft.
De lengte en het traject van een remspoor is vaak een aanwijzing omtrent de oorzaak of het verloop van een verkeersongeval en wordt in Nederland vaak door de Verkeers Ongevallen Analysedienst van de politie gebruikt.
Een remspoor is verder een term die in de volksmond wordt gebruikt voor achtergebleven ontlasting in een toilet of ondergoed.